# Réglementation sociale européenne
La réglementation sociale européenne (RSE) harmonise les aspects des « temps de conduite et de repos des conducteurs de véhicules de plus de 3,5 t ou de plus de 9 places », (transport routier de marchandises et de voyageurs) dans les États membres ainsi que dans certains pays tiers. Cette réglementation du transport routier vise à limiter les problèmes liés à la sécurité et au loyalisme de la concurrence.
« Régis par le titre VI (articles 90 à 100) du Traité sur le fonctionnement de l’UE, les transports sont une des politiques communes les plus stratégiques de l’UE ».

## Codification
La RSE est incluse dans le Règlement CE no 561/2006 du Parlement européen et du Conseil du 15 mars 2006 (modifiant les Règlements CEE no 3821/85 et CE no 2135/98 du Conseil et abrogeant le Règlement CEE no 3820/85 du Conseil) et la Directive 2002/15/CE du Parlement européen et du Conseil du 11 mars 2002.
La RSE fait partie intégrante du programme (thème 2) des FIMO / FCO.

## Chronotachygraphe ou tachygraphe
Deux systèmes sont présents sur les véhicules lourds afin de procéder au contrôle de la durée de travail.
Principalement avant les années 2000 la majorité du parc automobile lourd était équipé de chronotachygraphes à disque. Il s'agit d'un dispositif à l'intérieur duquel on insère un disque composé de papier et de carbone où le chronotachygraphe dessine les lignes correspondant aux différentes tâches du conducteur et aux déplacements du véhicule (distances et vitesses).

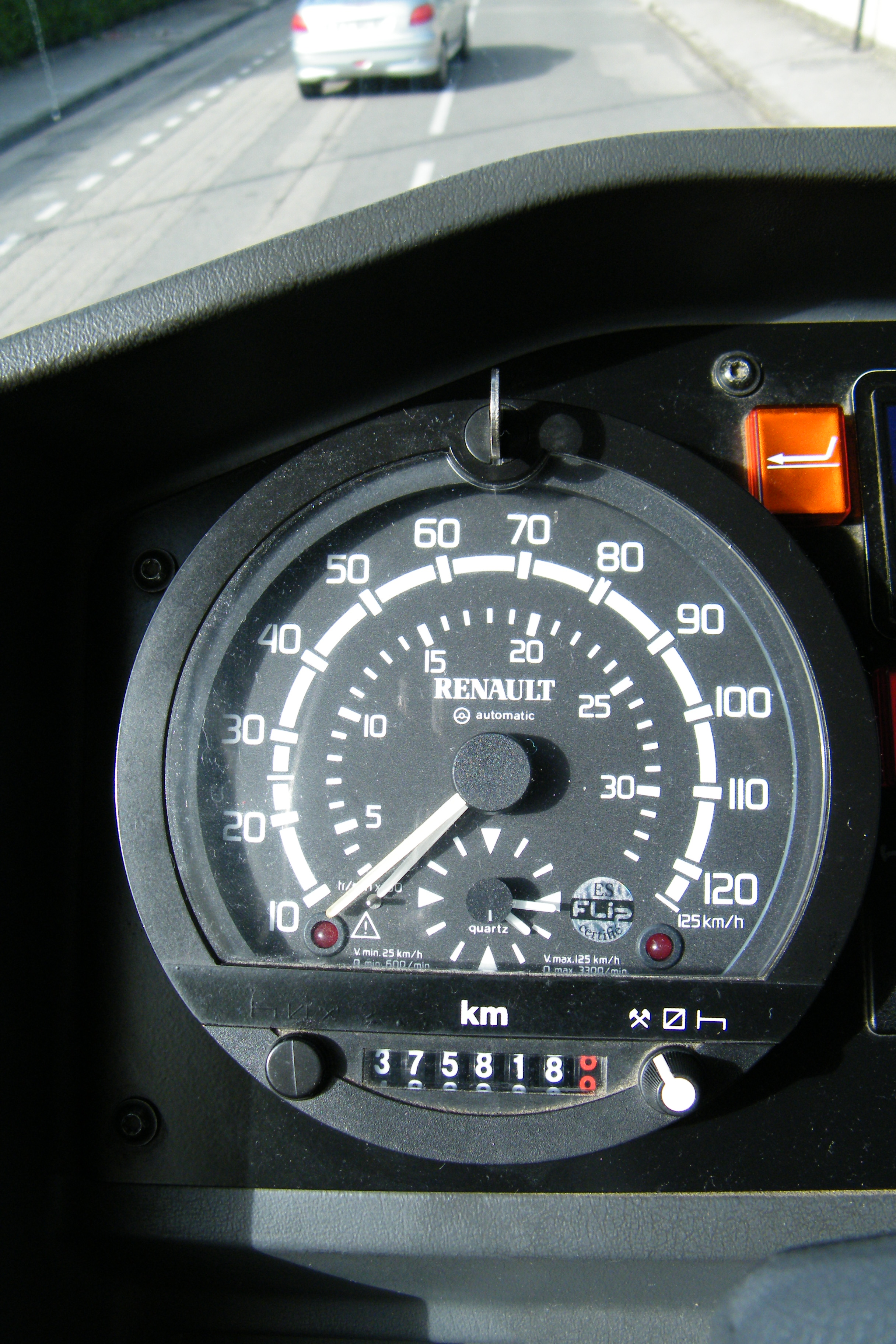
Chronotachygraphe

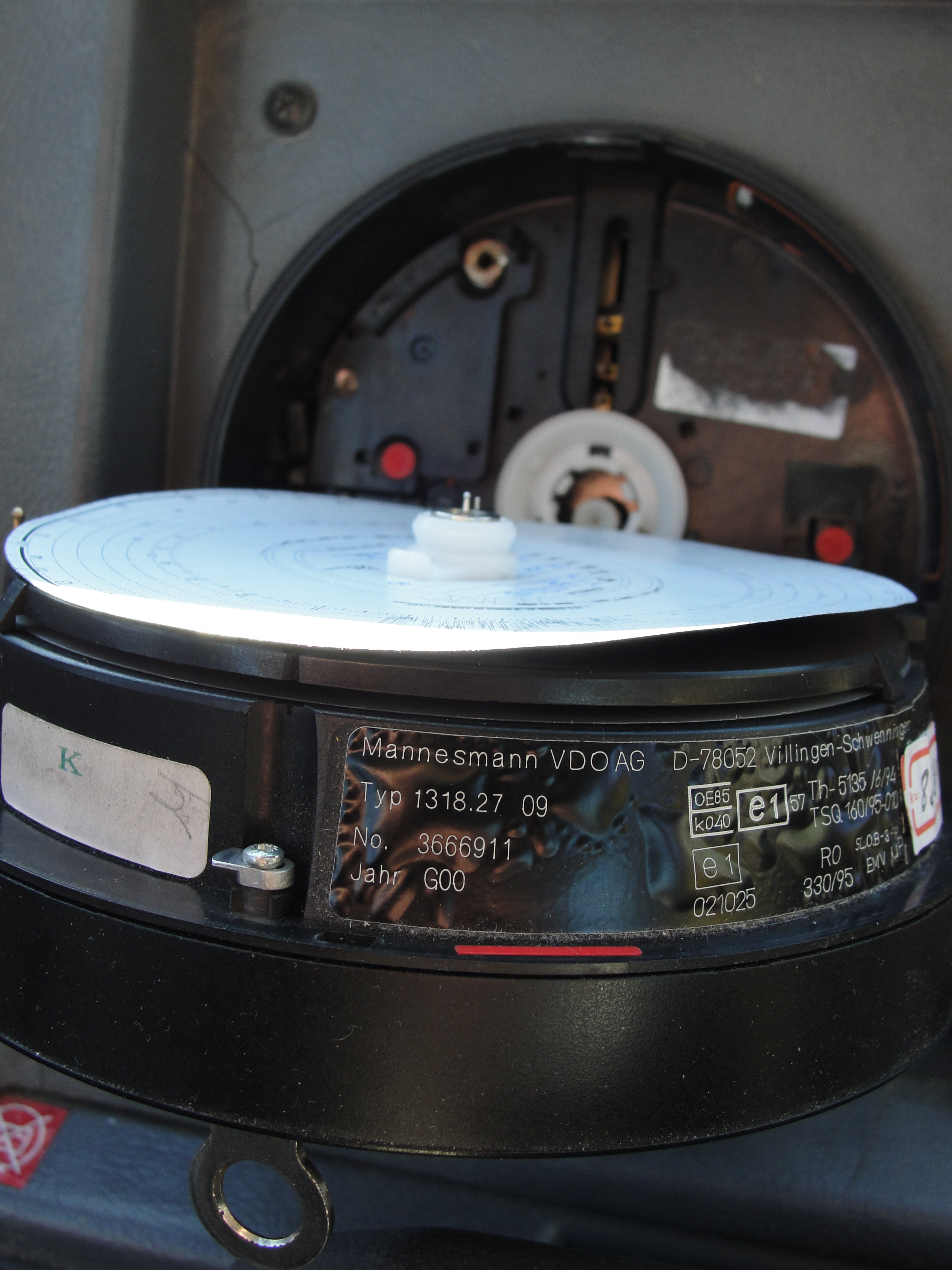
Chronotachygraphe

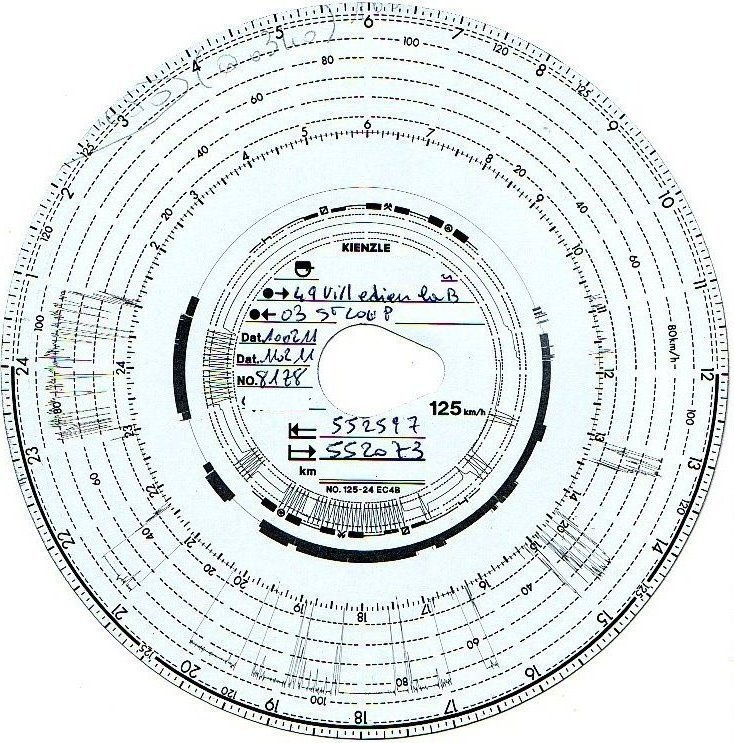
Disque

La majorité des compteurs qui équipent actuellement les véhicules lourds sont des Tachygraphes Numériques pour la plupart de marque Siemens, seuls trois fabricants existent. Ils fonctionnent avec une carte conducteur à puce, valable 5 ans et enregistrent toutes les données jusqu'à épuisement de la mémoire (ce qui correspond en moyenne à une année de fonctionnement). Ces données doivent être conservées pendant 56 jours par le chauffeur en cas de contrôle par les forces de l'ordre.

## Temps de service
Le temps de service est la durée de travail incluant la conduite, le travail (chargement, arrimage, entretien, etc.) et la mise à disposition (temps d'attente, par exemple). Il est régi par le code du travail français.

### Conduite
Sur le chronotachygraphe, la conduite est symbolisée par un volant  ; elle est automatiquement enclenchée dès que les roues motrices tournent et remplacée automatiquement, à l'arrêt des roues, par le travail ou le repos suivant le réglage de l'appareil de contrôle.
La durée maximale d'une période de conduite, continue ou fractionnée, ne doit pas dépasser 4 h 30 (4 h pour le transport en commun entre 22h et 5h) avant un repos minimum obligatoire de 0 h 45
Le temps de conduite maximal par période de 24 h est de 9 h, prolongeable d'1 h (soient 10 h) deux fois par semaine ; ces 10 heures comportent 2 interruptions de conduite de 45 minutes.
La conduite maximale hebdomadaire ne peut excéder 56 h pour une semaine isolée et 90 h sur deux semaines consécutives.
Le nombre maximal de périodes de conduite est fixé à 6 pour une semaine de 7 jours.

### Travail
Sur le chronotachygraphe ou actuellement tachygraphe, le travail est symbolisé par deux marteaux croisés  ; il peut être enclenché par manipulation du « tachy » ou automatiquement à l'arrêt des roues motrices ou à la coupure du contact (selon réglage).
Le temps de travail, qui n'inclut pas la conduite, est le temps dédié au chargement/déchargement, sanglage, administratif, entretien…

### Temps de disponibilité
Sur le chronotachygraphe, la mise en disponibilité  est symbolisée par un carré barré  ; elle doit être enclenchée par manipulation du « tachy ».
La mise en disponibilité est le temps où le chauffeur est à son poste mais sans conduire ni travailler comme l'attente avant chargement/déchargement, l'attente d'une mission… ; il est donc à la disposition de son entreprise qui peut lui assigner d'autres tâches.
En France seulement, la mise à disposition était considérée comme une interruption de conduite (à condition qu'elle soit d'une durée suffisante) ; à partir du 2 mars 2016, l’article 3.b de la Directive 2002/15/CE, complété par l’article 34.5.b du règlement 165/2014, il n’est plus considéré comme « interruption de conduite » ou « repos » mais seulement comme disponibilité.

## Pauses et repos
Sur le chronotachygraphe, le repos est symbolisé par un lit  ; il peut être enclenché par manipulation du « tachy » ou automatiquement à la coupure du contact (selon réglage).
On distingue quatre formes de repos : l'interruption de conduite, la pause d'activité journalière, le repos journalier et le repos hebdomadaire.

### Interruption de conduite
Fréquemment appelée "coupure" par les conducteurs, elle doit être effectuée après une ou plusieurs périodes de conduite qui, cumulées, n'excédent pas 4 h 30 (4 h pour le transport en commun entre 22h et 5h) et doit durer 45 minutes minimum ; elle peut être fractionnée en une période de 15 puis de 30 minutes minimum (impérativement dans cet ordre) et toute interruption de conduite inférieure à 15 minutes n'est pas comptabilisée dans ce temps de repos.

### Pause activité journalière
- Dans le cadre juridique européen, la directive 2003/88/CE du Parlement européen et du Conseil du 4 novembre 2003 concernant certains aspects de l'aménagement du temps de travail, au cas où le temps de travail journalier est supérieur à 6 heures, impose « un temps de pause dont les modalités, et notamment la durée et les conditions d'octroi, sont fixées par des conventions collectives ou accords conclus entre partenaires sociaux ou, à défaut, par la législation nationale[10] » ;
- En France, depuis 1998, la loi Aubry I[11] introduit cette disposition dans le code du travail en prévoyant un temps de pause d'une durée minimale de 20 minutes[12], porté à 30 minutes pour le transport (accords, conventions autorisés selon l'article L3121-17[13]).

### Repos journalier
Le repos normal minimum dure 11 h ; il peut être ramené trois fois à 9 h (repos réduit minimum) entre deux repos hebdomadaires, ou fractionné en 3 h minimum, suivies de 9 h minimum (repos fractionné minimum total de 12 h), dans les 24 h.
Dans le cas d'un double-équipage, 9 h consécutives par période de 30 h (une couchette par conducteur, véhicule à l'arrêt), sauf en autocar car la règlementation françaises ne permet pas de dépasser 18 heures d'amplitude.

### Repos hebdomadaire
Le repos hebdomadaire dure, au minimum, 45 h consécutives ; il peut être ramené à 24 h minimum consécutives prises en dehors de la base du véhicule ou du domicile du conducteur, mais les heures non prises doivent être récupérées dans les trois semaines suivantes, en une seule fois, cumulées à une autre période de repos hebdomadaire, ou à un repos journalier non réduit.
Dans le cas d'un seul service occasionnel de transport international de voyageurs, il peut être repoussé, à l’issue de 12 périodes de 24 h consécutives maximum, à compter du dernier repos hebdomadaire normal pris, à condition de passer au moins 24 h consécutives dans un État ou pays tiers concerné par la RSE, que le conducteur prenne, après la dérogation, 2 repos hebdomadaires normaux (90 h) ou 1 repos hebdomadaire normal plus un repos hebdomadaire réduit (69 h) avec compensation dans les 3 semaines suivantes et que le repos hebdomadaire précédant la période de conduite de plus de 6 jours soit un repos hebdomadaire normal.

### Exception
La seule exception tolérée de reprise de la conduite lors d'un repos est l'embarquement ou débarquement d'un train ou d'un ferry ; le temps de pause ne doit donc pas reprendre à zéro. Dans ce cas, et dans ce cas uniquement, une action manuelle sur le chronotachygraphe permet de passer en mode "ferry" et de déplacer le véhicule sans interrompre une période de pause. Le mode "ferry" se désactive automatiquement lorsqu'on coupe le contact.